# Vidal Sassoon
Vidal Sassoon, CBE (Londres, 1928 — Los Angeles, 9 de maio de 2012) foi um cabeleireiro inglês, nascido no seio de uma família judaica.
O seu primeiro salão foi aberto em Londres no ano de 1954 e, em 1973, lançou a sua gama de produtos sob o mote “If you don’t look good, we don’t look good’.
Nos Estados Unidos estudou na universidade de Nova Iorque. Como cabeleireiro, notablizou-se por ter criado uma forma de penteado baseada na Bauhaus e cortes baseados nas formas geométricas.
Vencedor de vários prémios, foi presidente da Multinacional Vidal Sassoon, presidente da Fundação Vidal Sassoon e do centro Vidal Sassoon para o Estudo do Anti-Semitismo da Universidade de Jerusalém.
Casado quatro vezes, teve quatro filhos. 